# Алёша Попович

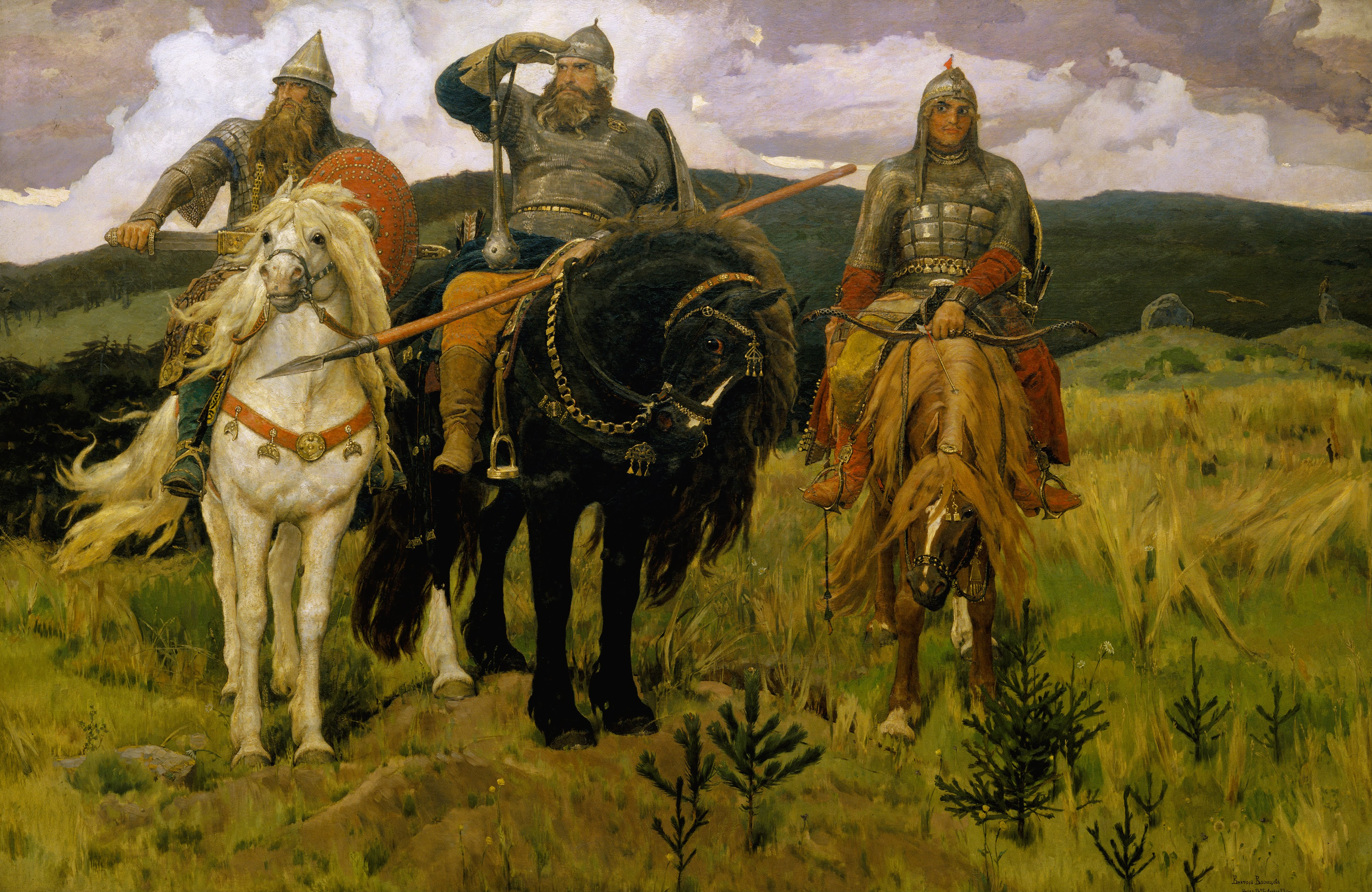
В. М. Васнецов. «Богатыри» (Сл.-напр.: Добрыня Никитич, Илья Муромец и Алёша Попович)

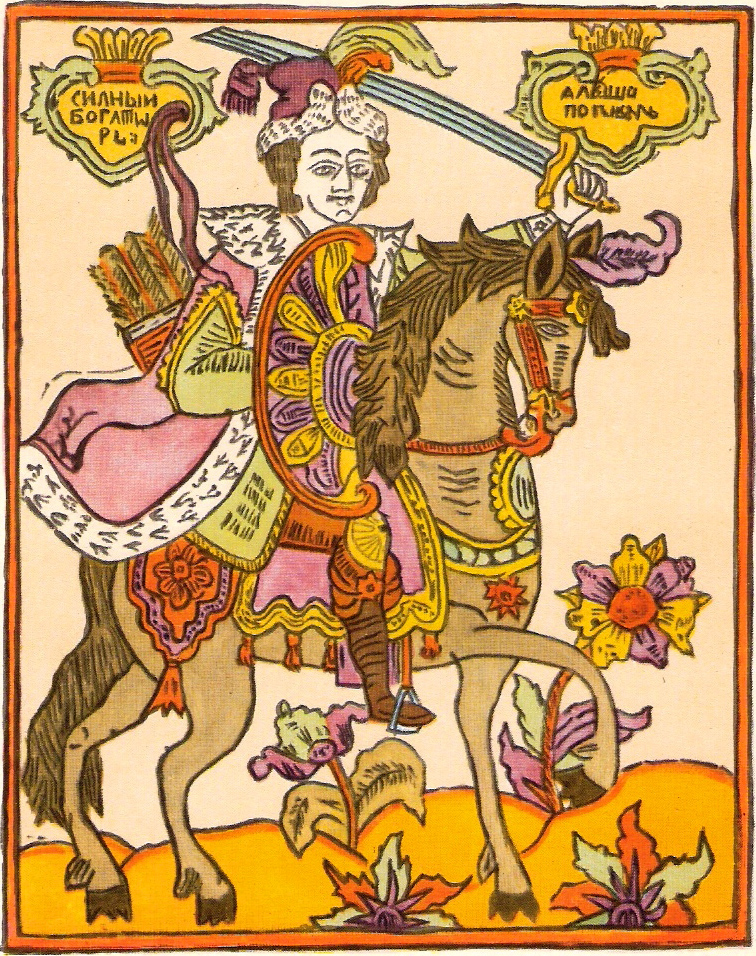
Сильный богатырь Алёша Попович. Лубок

Алёша Попо́вич — один из главных героев русского былинного эпоса, могучий богатырь. Алёша Попович как младший входит третьим по значению в богатырскую троицу вместе с Ильёй Муромцем и Добрыней Никитичем.

## Былинные сюжеты
По данным С. Н. Азбелева, насчитавшего 53 сюжета героических былин, Алёша Попович является главным героем двух из них:
- № 20. «Алёша Попович и Тугарин Змей»

- № 21. «Алёша Попович и сестра Збродовичей»

Кроме того, Алёша играет важную роль в популярной былине «Добрыня на свадьбе своей жены» («Добрыня в отъезде», «Добрыня и Алёша» — № 18 по указателю Азбелева), где является отрицательным персонажем.
Как лицо общеизвестное, Алёша часто упоминается и в других былинах, обычно с указанием на его недостатки.

## Образ Алёши в былинах
Алёшу Поповича отличает не сила, даже подчёркивается его слабость, указывается его хромота и т. п. Ему свойственны удаль, натиск, сметливость, находчивость и хитроумие. Умел играть на гуслях. Алёша готов обмануть даже своего названного брата Добрыню, посягая на его супружеские права (Алёша распространяет ложный слух о гибели Добрыни, чтобы жениться на его жене Настасье Никулишне). Вообще Алёша хвастлив, кичлив, лукав и увёртлив; шутки его иногда не только веселы, но и коварны, даже злы; его товарищи-богатыри время от времени высказывают ему своё порицание и осуждение. В целом, образу Алёши свойственны противоречивость и двойственность.
Иногда на Алёшу переносятся черты, свойственные Вольге Святославичу: рождение его сопровождается громом; Алёша-младенец просит пеленать его не пелёнами, а кольчугою; затем он немедленно просит у матери благословенья погулять по белу свету: выясняется, что он уже может сидеть на коне и владеть им, действовать копьём и саблей и т. п. Хитрость и ловкость Алёши Поповича сродни «хитростям-мудростям» Вольги, а его шутки и проделки близки магическим превращениям Вольги.
Женой Алёши Поповича в былинах о нём и сестре Збродовичей (Петровичей и т. п.) становится Елена (Петровна), она же Еленушка, Алёна, Алёнушка (Еленой зовется и жена Вольги). Это женское имя как бы подвёрстывается к имени Алёши Поповича (варианты Олёша, Валеша и Елешенька) — Елена и Алёнушка, и таким образом формируется «одноимённая» супружеская пара. В одном из вариантов былины об Алёше и сестре Збродовичей братья отсекают Алёше голову за то, что он опозорил их сестру (в остальных вариантах этого сюжета Алёше тоже грозит опасность, но всё кончается благополучно).
Наиболее архаичным сюжетом, связанным с Алёшей Поповичем, считается его бой с Тугариным. Алёша Попович поражает Тугарина по дороге в Киев или в Киеве (известен вариант, в котором этот поединок происходит дважды). Тугарин грозит Алёше Поповичу задушить его дымом, засыпать искрами, спалить огнём-пламенем, застрелить головнями или проглотить живьём. Бой Алёши Поповича с Тугариным происходит нередко у воды (Сафаст-река). Иногда, одолев Тугарина, Алёша рассекает и размётывает по чистому полю его труп. Вариантом сюжета о бое Алёши с Тугарином является редкая былина «Алёша убивает Скима-зверя», где противник Алёши Поповича во многом напоминает Тугарина.

## Происхождение образа
Обыкновенно считается, что историческим прототипом Алёши Поповича послужил ростовский боярин Александр (Олёша) Попович (согласно другим источникам, он происходил из Пирятина). Согласно летописям, это был знаменитый «храбр» (отборный воин), служивший сначала Всеволоду Большое Гнездо, а затем его сыну Константину Всеволодовичу против его брата и претендента на владимирский стол Юрия Всеволодовича, причём Александр Попович сразил в поединках нескольких лучших воинов Юрия. Со смертью Константина и вокняжением Юрия (1218) он отъехал к киевскому великому князю Мстиславу Старому и вместе с ним погиб в битве при Калке в 1223 году.
Это отождествление некоторыми учёными однако ставится под сомнение: они полагают, что актуализация темы Александра Поповича в поздних летописных сводах может отражать знакомство с былинами об Алёше Поповиче. Вячеслав Иванов и Владимир Топоров отмечают характерные архаичные реликты в описаниях самого Алёши Поповича; по их мнению в персонаже просвечивают его некогда более тесные связи с хтонической стихией. С другой стороны, нет ничего необычного в том, что знаменитый воин, чем-то поразивший воображение современников, по мере развития эпоса оторвался от своей исторической почвы и заместил гораздо более древнего мифологического героя.
В былинах «Алёша Попович и Тугарин» и «Добрыня и змей» Алёша Попович имеет отчество Леонтьевич, а в былине «Алёша Попович и Тугарин» указано, что он «Сын попа Леонтия Ростовского». И тогда по рукописям Артынова, упомянутым у Титова в описании Ростовского уезда, родина Алёши Поповича — деревня Селище Ростовского района Ярославской области.

## Образ в культуре
- «Алёша Попович» назывался одно время пароход «Володарский».

### Художественная литература
- В 1801 году Николай Радищев издал поэму «Алёша Попович, богатырское песнотворение».
- Баллада А. К. Толстого «Алёша Попович».

### Изобразительное искусство
- Персонаж картины Виктора Васнецова «Богатыри».
- «Алеша Попович» — картина Василия Верещагина, написанная для дворца великого князя Владимира Александровича (ныне Дом ученых в Санкт-Петербурге).
- «Алёша Попович» — эскиз Ивана Билибина.
- «Алеша Попович и красна девица» — картина Константина Васильева.
- Алеше Поповичу посвящен лубок «Сильный богатырь Алёша Попович».
- В 1902 году вышла почтовая открытка «Алеша Попович» из цикла «Богатыри» художника И. Я. Билибина.
- «Алёша Попович и Елена Краса» — картина Б. М. Ольшанского

### Музыка
- Персонаж оперы-былины Александра Гречанинова «Добрыня Никитич».
- Персонаж оперы-фарса А. П. Бородина «Богатыри».
- Симфоническая картина «Алёша Попович» композитора Александра Танеева.
- Симфоническая картина «Алёша Попович» композитора Г. А. Алчевского.
- «Дума об Алеше Поповиче» — песня Жанны Бичевской.

### Кино
- Илья Муромец (1956; СССР) режиссёр Александр Птушко, в роли Алёши Сергей Столяров.
- В фильме «Чудеса в Решетове» (2004) в роли Валерий Иваков.
- Персонаж российского фильма «Реальная сказка» (2011), исполнитель роли — Антон Пампушный.
- В 2010 году вышел фильм «Приключения в Тридесятом царстве», где Алешу сыграл Алексей Шутов.
- Последний богатырь (2017; Россия) режиссёр Дмитрий Дьяченко, в роли Алёши — Вольфганг Черни.
- В 2017 году вышел украинский приключенческий фильм-фэнтези «Сторожевая застава», где роль Алёши исполнил Роман Луцкий.

### Мультипликация
- Алеша Попович и Тугарин Змей (2004; Россия) режиссёр Константин Бронзит, Алёшу озвучивает Олег Куликович.
- Три богатыря и Шамаханская царица (2010; Россия) режиссёр Сергей Глезин, Алёшу озвучивает Олег Куликович.
- Три богатыря на дальних берегах (2012; Россия) режиссёр Константин Феоктистов, Алёшу озвучивает Олег Куликович.
- Три богатыря. Ход конём (2014; Россия) режиссёр Константин Феоктистов, Алёшу озвучивает Олег Куликович.
- Три богатыря и морской царь (2016; Россия) режиссёр Константин Феоктистов, Алёшу озвучивает Олег Куликович.
- Три богатыря и принцесса Египта (2017; Россия) режиссёр Константин Феоктистов, Алёшу озвучивает Олег Куликович.
- Три богатыря и наследница престола (2018; Россия) режиссёр Константин Бронзит, Алёшу озвучивает Олег Куликович.
- Конь Юлий и большие скачки (2020; Россия) режиссёры Дарина Шмидт и Константин Феоктистов, Алёшу озвучивает Олег Куликович.
- Три богатыря и Конь на троне (2021; Россия) режиссёры Дарина Шмидт и Константин Феоктистов, Алёшу озвучивает Олег Куликович.

### Видеоигры
- Алёша Попович и Тугарин Змей (2005; Россия)
- Добрыня Никитич и Змей Горыныч (2006; Россия)
- Илья Муромец и Соловей-Разбойник (2007; Россия)

## Алексей Попович украинского эпоса
Довольно сильное сходство с Алёшей Поповичем из русских былин имеет образ Алексея Поповича (укр. Олексій Попович) из украинских дум. Так, например, русский филолог-славист Пётр Алексеевич Бессонов отмечал, что Алёша Попович из былин и Алексей Попович из дум одинаково неуважительны, дерзки и грубы. К отмеченным общим чертам некоторые исследователи также добавляли грамотность, склонность к вину, двойственность характера и непочтительность речей. Несмотря на указанные сходства, связанные с кровным племенным родством и долговременным соседством двух народов, думы и былины по своему содержанию — совершенно различные произведения.